# Bukacivți
Bukacivți (în ucraineană Букачівці) este o așezare de tip urban din raionul Rohatîn, regiunea Ivano-Frankivsk, Ucraina. În afara localității principale, mai cuprinde și satele Bukacivska Sloboda, Posvirj și Vîtan.

## Demografie
Componența lingvistică a așezării de tip urban Bukacivți
     Ucraineană (99,73%)
     Alte limbi (0,27%)
Conform recensământului din 2001, majoritatea populației așezării de tip urban Bukacivți era vorbitoare de ucraineană (99,73%), existând în minoritate și vorbitori de alte limbi.